# Thomas Eyre (cầu thủ bóng đá)
Thomas Eyre
(thi đấu khoảng thập niên 1890) là một cầu thủ bóng đá có 65 lần ra sân ở Football League thi đấu cho Lincoln City. Ông thi đấu ở vị trí hậu vệ trái. Ngoài Lincoln, ông cũng thi đấu cho Ashfield và Hamilton Academical ở Scotland.